# Charles Anderson-Pelham (1er comte de Yarborough)
Charles Anderson-Pelham, 1er comte de Yarborough (8 août 1781 - 5 septembre 1846), est un homme politique britannique.

## Biographie

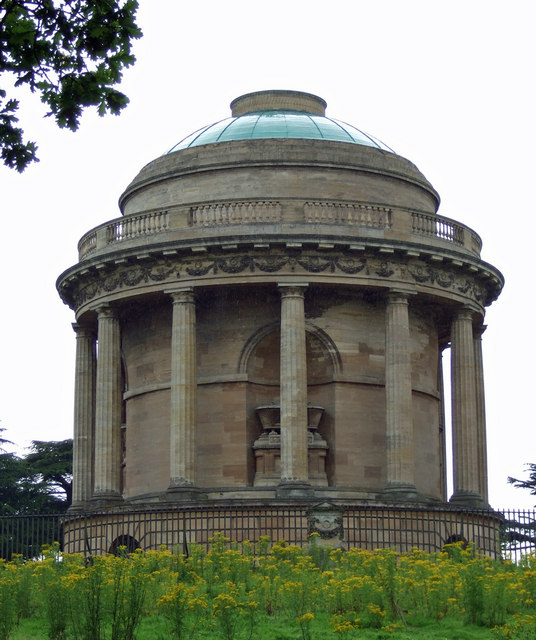
Mausolée de Brocklesby Park

Fils de Charles Anderson-Pelham, 1er baron de Yarborough, il succède à son père comme 2e baron de Yarborough quand il est nommé comte en 1837.
Son père fait construire par James Wyatt, un mausolée dans Brocklesby Park, près de Crowle, dans le Lincolnshire, en mémoire de son épouse Sophia (née Aufrere) décédée en 1787. Le mausolée est achevé en 1792. William Turner, connu pour avoir fait des aquarelles pour Lord Yarborough, visita Brocklesby lors de sa tournée dans le Nord en 1797, et dessine l'extérieur du mausolée dans le carnet de Croquis du Mausolée de Brocklesby. Le Diagramme 76 utilisé par Turner pour ses cours de perspective, représente l'intérieur du mausolée. Il est lui aussi conservé à la Tate Britain de Londres.
Il est le fondateur du Royal Yacht Squadron. Il vit à Appuldurcombe House, sur l'île de Wight, dont son épouse Henrietta a hérité de son oncle, Richard Worsley (7e baronnet). Il meurt à bord de son yacht à Vigo, en Espagne, en 1846.
Deux monuments sont érigés en son honneur: l'un à Culver Down, sur l'île de Wight, et le Pilar de Pelham à Caistor, dans le Lincolnshire, en Angleterre.
Il est député de Great Grimsby entre 1803 et 1805, puis sa réélection en 1807 est annulée par pétition. Il est, de 1807 à 1823, député pour le Lincolnshire.
Son plus jeune fils, Dudley Pelham, est commandant de la marine et homme politique.